# جمال‌الدین ساوجی
شیخ جمال‌الدین ساوجی عارف و مؤسس قلندریان اهل شهر ساوه بوده است.
قلندریان فرقه‌ای از صوفیه است که گفته می‌شود شیخ جمال‌الدین ساوجی به دلیل تراشیدن ریش و ابروهایش شناخته می‌شده است و گروهی نیز مانند او رفتار می‌کرده‌اند.
وی پس از اتمام تحصیلات مقدماتی، به دمشق سفر کرده و احتمالاً بین ۶۰۷ تا ۶۲۲ قمری در آنجا به تحصیل علوم شرعی پرداخته و سپس به شهر دمیاط مصر رفته است.
ابن بطوطه در سفرنامه خود دربارهٔ شیخ جمال‌الدین این‌گونه یاد کرده‌است:
شهر کنونی دمیاط جدیدالاحداث است و شهر قدیمی را فرنگی‌ها در زمان الملک الصالح ویران کردندند و خانقاه شیخ جمال‌الدین ساوه‌ای پیشوای گروه معروف قلندریان را که ریش و ابروان خود را می‌تراشیدند، در آن واقع است.
جمال‌الدین در حدود ۶۳۰ قمری در دمیاط مصر درگذشت.